# Windhoeker Maschinenfabrik

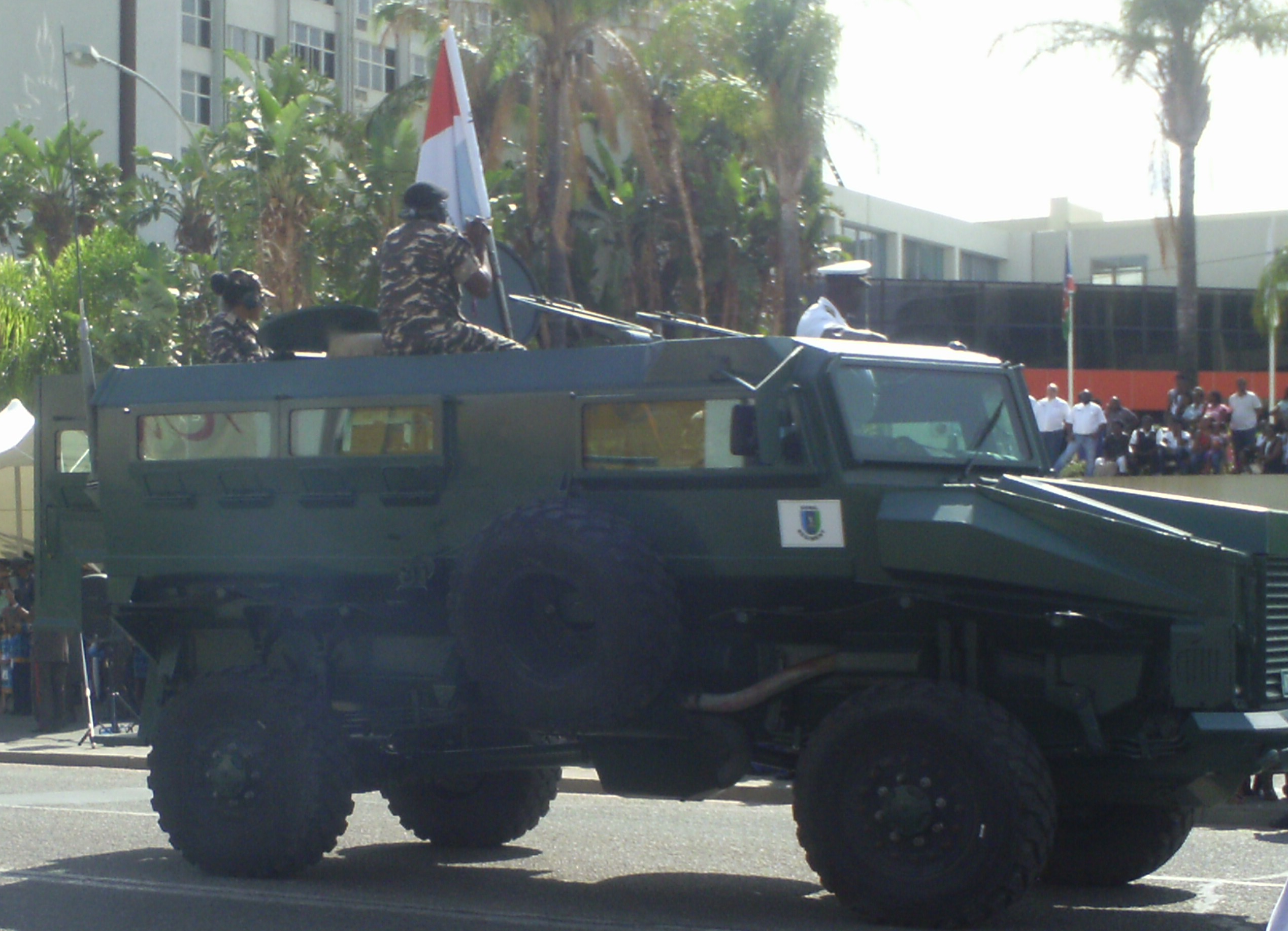
Wer’wolf MkII

Die Windhoeker Maschinenfabrik (WMF) ist ein namibisches Unternehmen der staatlichen August 26 Holding und im Bereich der Rüstungsindustrie, der Landwirtschaftstechnik und Werkzeugherstellung tätig. WMF wurde 1939 gegründet und 1998 verstaatlicht. Es hat seinen Hauptsitz in der Hauptstadt Windhoek und verfügt über fünf weitere Standorte in Mariental, Grootfontein, Rundu, Katima Mulilo und Ongwediva.
WMF vertreibt und repariert Traktoren der Marke New Holland. Zudem werden im Hauptgeschäft militärische Fahrzeuge entwickelt und gebaut, darunter der auch ins Ausland verkaufte Wer’wolf MkII und zahlreiche weitere Fahrzeuge, darunter seit 2015 den Wer’wolf MkIII.